# Degerndorf am Inn

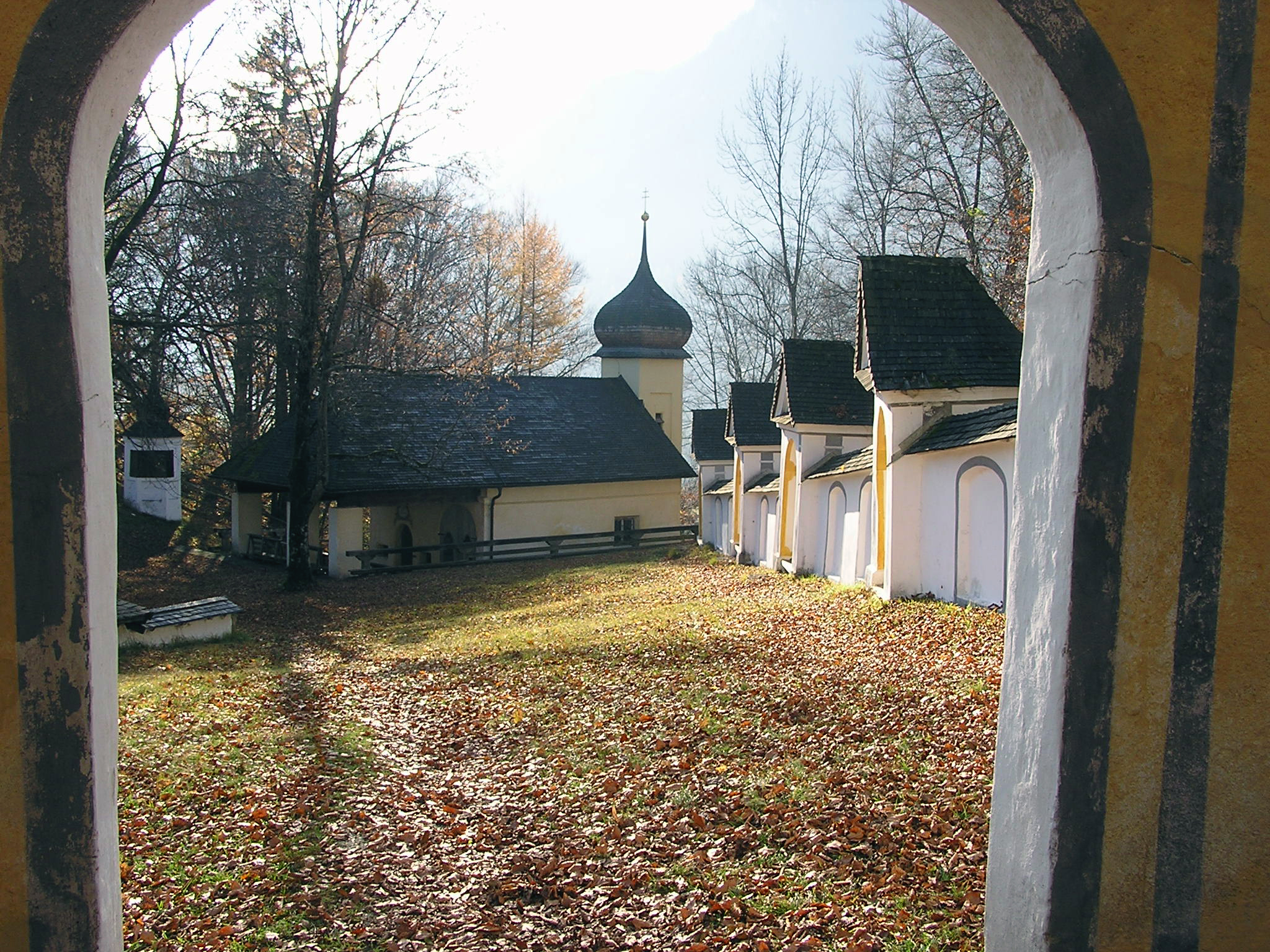
Magdalenenkirche mit Kreuzweg

Degerndorf am Inn (amtlich Degerndorf a.Inn) ist ein Gemeindeteil und eine Gemarkung der Gemeinde Brannenburg im oberbayerischen Landkreis Rosenheim. In Degerndorf befindet sich das Rathaus mit der Gemeindeverwaltung.

## Geographie
Das Pfarrdorf Degerndorf befindet sich östlich von Brannenburg auf der linken Seite des Inns, einem rechten Nebenfluss der Donau. Mitten in Degerndorf liegt die Biber, ein bewaldeter Bergrücken aus Nagelfluh.
Die Gemarkung Degerndorf am Inn liegt vollständig auf dem Gemeindegebiet von Brannenburg und bildet dessen Süden und Osten. Die Nachbargemarkungen sind Reischenhart, Nußdorf am Inn, Flintsbach am Inn, Großbrannenberg und Brannenburg. Auf ihr liegen die Brannenburger Gemeindeteile Degerndorf a.Inn, Altenburg, Eiblwies, Erlach, Gmain a.Inn, Grießenbach, Milbing, Sägmühle, Schwaig, Steg, Steinberg, Tiefenbach, Weidach und Wiesenhausen.

## Geschichte
Im Jahr 1315 wird eine Kirche in Degerndorf zum ersten Mal urkundlich bezeugt. Von 1455 bis 1956 war Degerndorf bei Großholzhausen eingepfarrt. Die katholische Wallfahrtskirche St. Maria Magdalena auf der Biber ist ein Saalbau mit südwestlichem Turm mit Zwiebelhaube, von Peter Antretter 1627–1630 errichtet.
Mit dem Gemeindeedikt von 1818 entstand die Gemeinde Degerndorf mit den Orten Degerndorf a.Inn, Altenburg, Eiblwies, Erlach, Gmain a.Inn, Grießenbach, Milbing, Schwaig, Steg, Steinberg, Tiefenbach, Weidach und Wiesenhausen. 1961 hatte die Gemeinde 3041 Einwohner, davon 2323 im Pfarrdorf Degerndorf am Inn. Die Gemeindefläche betrug 853,63 Hektar. Bei der Gebietsreform in Bayern wurde die Gemeinde Degerndorf am 1. April 1971 nach Brannenburg eingegliedert.
Im Zuge der Aufrüstung der Wehrmacht wurde 1935/36 in Degerndorf die Karfreit-Kaserne errichtet, die bis 2010 bestand.

## Sehenswürdigkeiten
- Katholische Filialkirche St. Ägidius